# Парисис Калинкацис
Парисис Калинкацис (на гръцки: Παρίσης Καλλιγκάτσης) е гръцки юрист и политик от XX век.

## Биография
Роден е на 17 юли 1896 година във Воден в семейството на лидерите на гъркоманската партия в града Христо Калинкачев и Олимпия Калинкачева. Завършва право в Атинския университет и работи като адвокат.
Избран е за депутат от Воден от венизелистката Либерална партия в 1928, 1932, 1933 и 1936 година. След Втората световна война в 1946 година отново е избран за депутат от Воден от Либералната партия, а в 1958 година от Националния радикален съюз.
Парисис Калинкацис е заместник-министър в правителствата на Николаос Пластирас и Петрос Вулгарис. В правителство на Николаос Пластирас е назначен за заместник генерален губернатор за Западна Македония на 7 март 1945 година. В правителството на Петрос Вулгарис, създадено през април 1945 година той остава заместник-министър до оставката си на 11 юни 1945 година.
Умира в Атина на 14 януари 1979 година и е погребан в Първо атинско гробище.